# Molophilus nigropolitus
Molophilus nigropolitus là một loài ruồi trong họ Limoniidae. Chúng phân bố ở miền Cổ bắc.